# Lepidiota astrolabensis
Lepidiota astrolabensis är en skalbaggsart som beskrevs av Heller 1914. Lepidiota astrolabensis ingår i släktet Lepidiota och familjen Melolonthidae. Inga underarter finns listade i Catalogue of Life.